# Musée de la poste (Finlande)
Le musée de la poste (finnois : Postimuseo) est un musée situé dans le quartier Tampella de Tampere en Finlande.

## Présentation
Situé dans le Centre Vapriikki, le musée de la poste est un musée spécialisé fondé en 1926, qui présente l'histoire de la poste finlandaise.
De 1954 à 1958, les expositions étaient présentées à Vaasa.
En 1995, le musée est situé au bureau de poste d'Helsinki, où il a cessé ses activités le 21 juin 2012.
Le musée postal a rouvert à Tampere en septembre 2014.
Le musée postal possède une collection d'environ 9 000 objets, qui présente le développement de la poste finlandaise du XVIIe siècle à nos jours.
En plus de la collection d'objets liés aux activités postales, le musée possède une collection de timbres comprenant tous les timbres émis en Finlande,  une archive d'images et une bibliothèque ouverte au public, située à Lapintie 1, Tampere,,.
Le Musée de la poste collectionne aussi les objets produits lors de la conception et de la production des timbres: croquis d'art, dessins d'exécution, épreuves de test, échantillons de couleurs et feuilles imprimées. Les collections comprennent aussi des entiers postaux et des cartes postales vierges, ainsi que diverses collections  philatéliques reçues sous forme de dons.

## Galerie

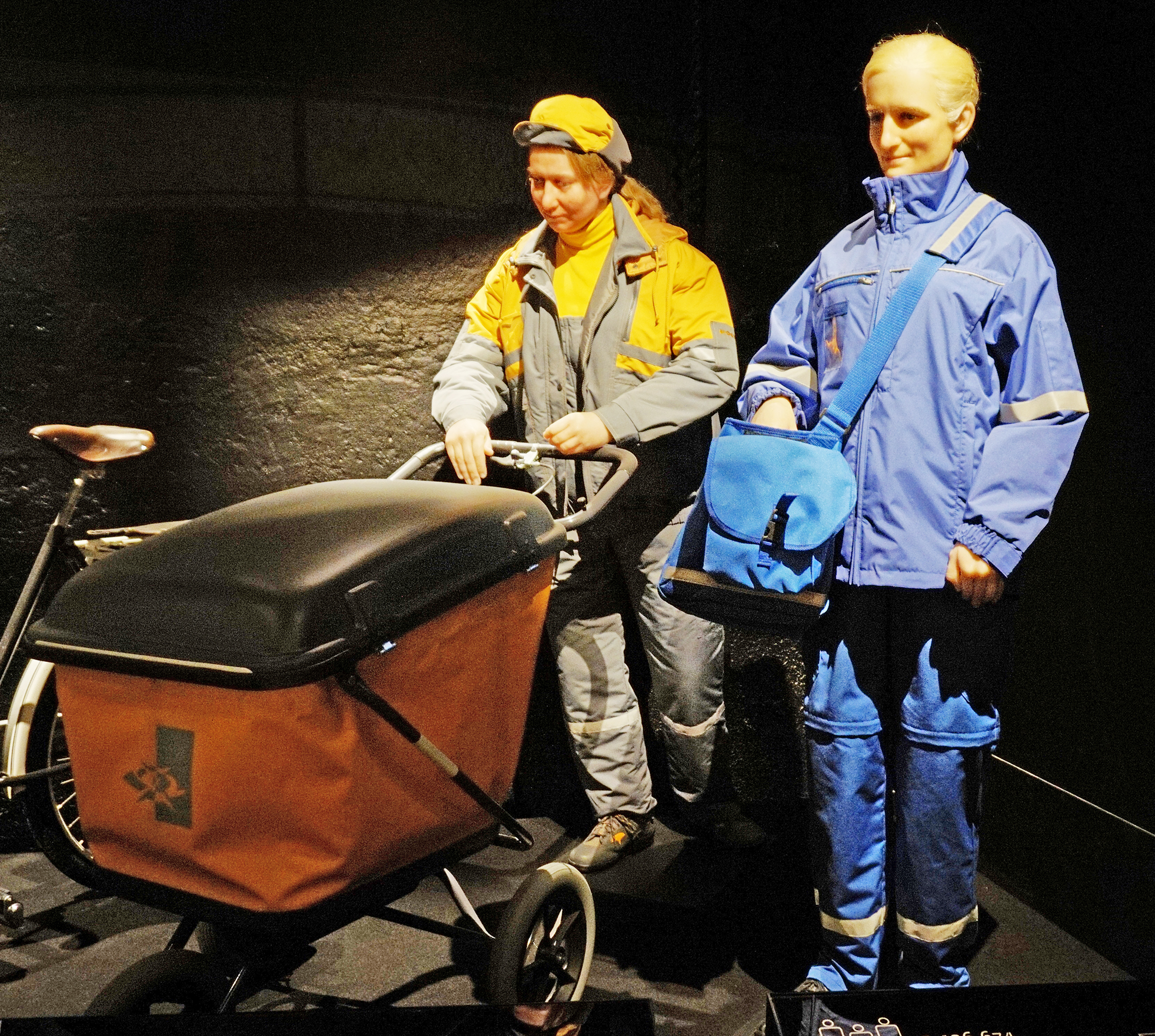
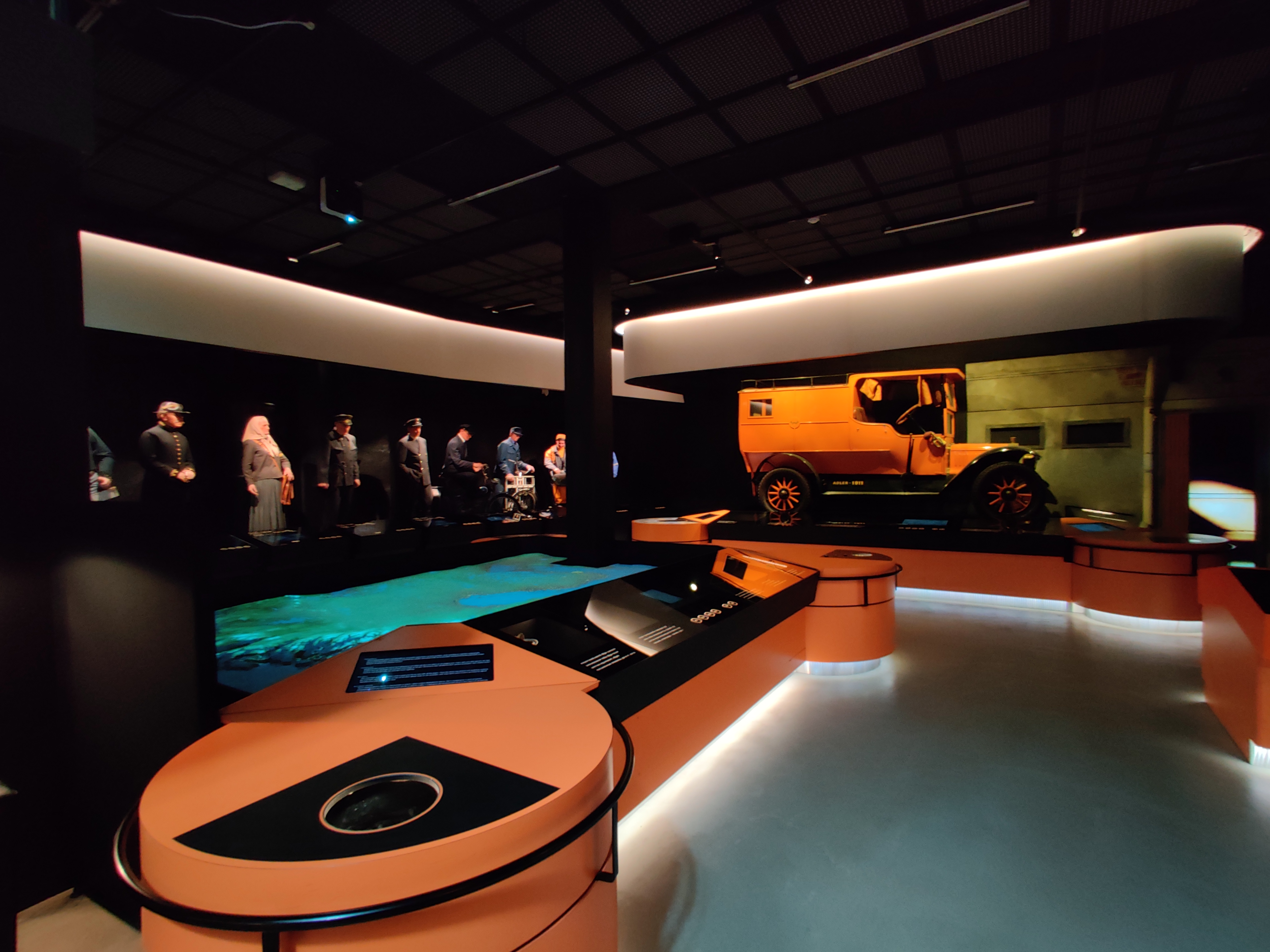
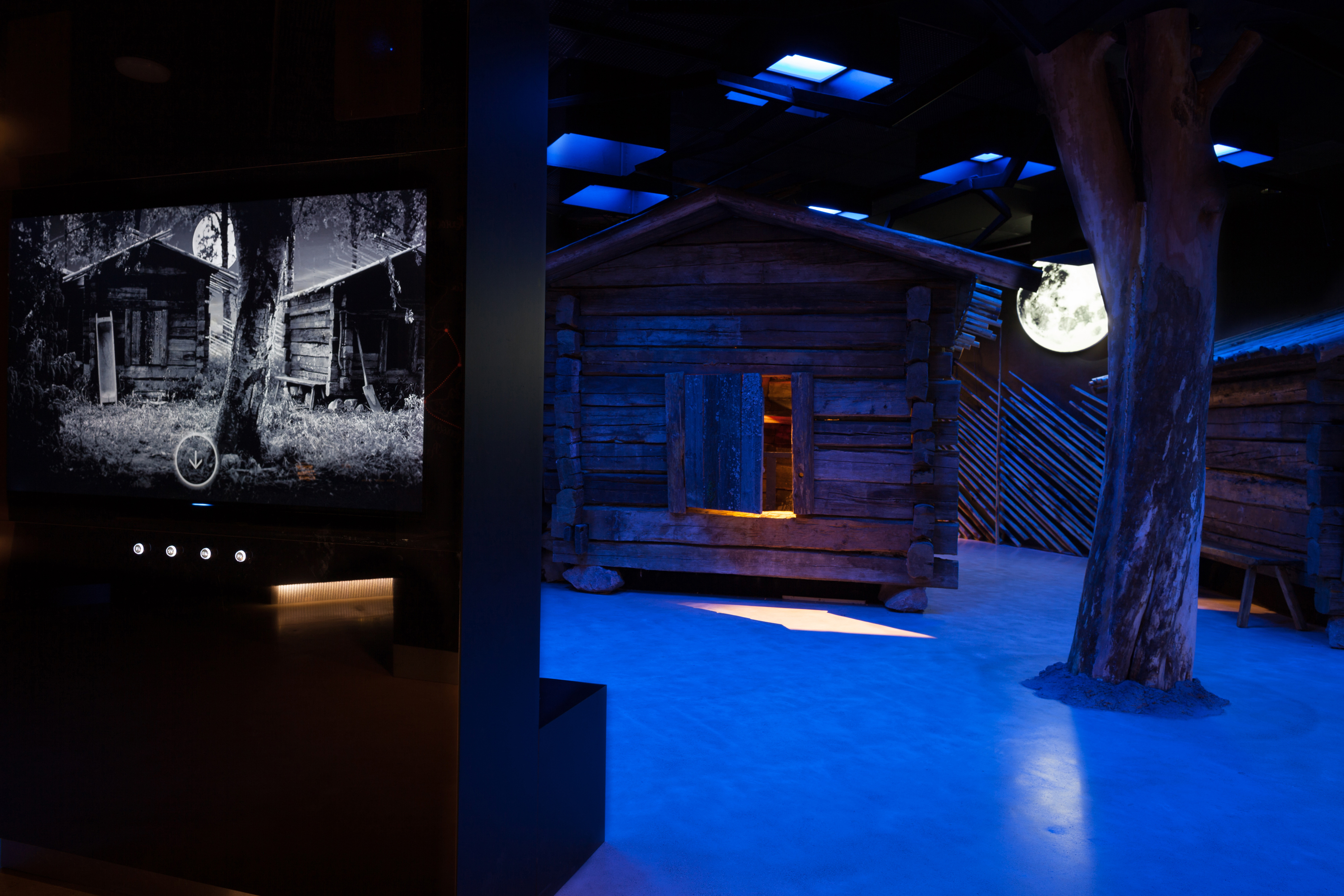